# Армин Хари
Армин Хари (на немски: Armin Hary) е германски лекоатлет.
През 1960 г. става първият спортист извън Съединените американски щати, спечелил бягане на 100 м на олимпийски игри след 1928 г. Той е 2-кратен олимпийски и 2-кратен европейски шампион.
Роден е в Саарланд и като малък играе футбол. Започва да се занимава със спринтьорство на 16 години.
Той е сред първите атлети, които изпитват съперничеството между „Адидас“ и „Пума“, защото всяка от компаниите иска „най-бързият човек в света“ да носи нейните обувки.